# Mesophractias obfuscata
Mesophractias obfuscata là một loài bướm đêm trong họ Noctuidae.